# Gleichheit (Mathematik)
Gleichheit, in Formeln als Gleichheitszeichen „{\displaystyle =}“ geschrieben, bedeutet in der Mathematik vollständige Übereinstimmung. Ein mathematisches Objekt ist nur sich selbst gleich. Es kann natürlich verschiedene Bezeichnungen und Beschreibungen für dasselbe Objekt geben, etwa verschiedene arithmetische Ausdrücke für dieselbe Zahl, verschiedene Definitionen derselben geometrischen Figur oder verschiedene Aufgabenstellungen, die dieselbe eindeutige Lösung haben. Verwendet man die mathematische Formelsprache, heißen solche „Bezeichnungen und Beschreibungen“ Terme. Welches Objekt mit einem Term gemeint ist, ist vom Zusammenhang abhängig, in dem der Term „interpretiert“ wird; dementsprechend ist eine Aussage über die Gleichheit oder Ungleichheit zweier Terme ebenfalls vom Zusammenhang abhängig. Woraus dieser Zusammenhang besteht, wird im Abschnitt Gleichheit innerhalb einer Menge oder Struktur detailliert dargestellt.
Was dasselbe ist, ist austauschbar. Weiß man etwa, dass in einem bestimmten Zusammenhang {\displaystyle s=t} für zwei Terme {\displaystyle s} und {\displaystyle t} gilt, dann kann man:
- in einer Aussage, in der {\displaystyle s} als Bestandteil vorkommt, ein oder mehrere Vorkommen von {\displaystyle s} durch {\displaystyle t} ersetzen, ohne dass sich im gleichen Zusammenhang an der Wahrheit oder Falschheit der Aussage etwas ändert sowie
- in einem Term, in dem {\displaystyle s} als Bestandteil vorkommt, ein oder mehrere Vorkommen von {\displaystyle s} durch {\displaystyle t} ersetzen, wobei im gleichen Zusammenhang der abgeänderte Term dem ursprünglichen gleich ist.

Dieses Prinzip „Gleiches darf durch Gleiches ersetzt werden“ wird unter anderem bei algebraischen Umformungen benutzt. Wird etwa ein Term, der in einem anderen Term oder in einer Formel enthalten ist, vereinfacht oder berechnet und das Ergebnis an der Herkunftsstelle wieder eingesetzt, so ist das eine Anwendung dieses Prinzips, und ebenso, wenn auf beide Seiten einer Gleichung dieselbe Operation angewandt wird. Solche Umformungen sind schon seit dem Altertum zur Lösung algebraischer Aufgaben benutzt worden, z. B. bei Diophant und bei al-Chwarizmi.
Objekte, die in dieser Weise in jedem Zusammenhang ununterscheidbar und austauschbar sind, werden im allgemeinen Sprachgebrauch als identisch (oder dasselbe) bezeichnet, was mehr aussagt als nur gleich (oder das Gleiche). Dort, aber nicht in der Mathematik, bedeutet Gleichheit nur eine Übereinstimmung in allen im jeweiligen Zusammenhang relevanten Merkmalen, aber keine Identität – ein Sachverhalt, den man in der Mathematik als Äquivalenz oder Kongruenz, aber nicht als Gleichheit bezeichnet.
Gleichheit ist ein grundlegender Begriff in der gesamten Mathematik und wird daher nicht in den einzelnen Teilgebieten der Mathematik, sondern in der mathematischen Logik untersucht. Der Begriff der Identität wird dagegen in der Mathematik nur selten im Sinne von Gleichheit benutzt.

## Gleichheit innerhalb einer Menge oder Struktur
Die Mathematik beschäftigt sich mit der Beziehung zwischen mathematischen Objekten innerhalb einer Menge, die mit einer mathematischen Struktur versehen ist, nicht aber mit dem Wesen eines mathematischen Objekts unabhängig von den Mengen und Strukturen, denen es angehört. Deswegen ist es nur dann eine in der Mathematik sinnvolle Frage, ob zwei Objekte aus verschiedenen Mengen gleich oder voneinander verschieden sind, wenn die eine Menge Teil der anderen ist oder eine beiden übergeordnete Menge gebraucht wird. Ob beispielsweise die Kardinalzahl 3 (im Sinne der Mengenlehre: die Mächtigkeit einer dreielementigen Menge) dasselbe Objekt ist wie die reelle Zahl 3, ist erst dann interessant, wenn man eine Struktur aufbauen will, in der Kardinalzahlen neben reellen Zahlen im gleichen Kontext vorkommen – ein ungewöhnlicher Fall, in dem man definitorisch festlegen muss, wie die Gleichheit gemeint ist.
Hat man aber eine oder mehrere Mengen eindeutig definiert, so liegt fest, was Gleichheit bedeutet: die Elemente einer Menge sind jeweils nur sich selbst gleich, und zwei Mengen sind genau dann gleich, wenn sie dieselben Elemente enthalten. Darauf aufbauend kann man Paare und n-Tupel mit Hilfe des Cartesischen Produkts von Mengen bilden sowie Funktionen, die eine Menge in sich oder in eine andere Menge abbilden. Die Gleichheit überträgt sich dabei auf solche zusammengesetzten Objekte, wobei gleich ist, was in gleicher Weise aus den gleichen Komponenten aufgebaut ist. 
Als Beispiel soll die Konstruktion der Menge {\displaystyle \mathbb {Q} } der rationalen Zahlen aus der Menge {\displaystyle \mathbb {Z} } der ganzen Zahlen dienen. Rationale Zahlen sind auf den ersten Blick Brüche aus ganzen Zahlen mit Nenner ungleich Null, als eine Menge aufgefasst Zahlenpaare aus {\displaystyle \mathbb {Z} \times (\mathbb {Z} \setminus \{0\})}. Dann wären aber die Paare {\displaystyle \langle 14,6\rangle } und {\displaystyle \langle 21,9\rangle } zwei verschiedene Paare, mithin nach der Definition der Gleichheit zwei verschiedene rationale Zahlen {\displaystyle {\tfrac {14}{6}}} und {\displaystyle {\tfrac {21}{9}}}, und eine definitorische Festlegung, nach der sie gleich sein sollen, würde zu einem Widerspruch führen. Wie man durch Bildung von Äquivalenzklassen trotzdem zu einer Menge paarweise verschiedener rationaler Zahlen kommt, ist im Abschnitt Definition des Artikels Rationale Zahl detailliert beschrieben.
Aussagen über die so definierten rationalen Zahlen lassen sich nur treffen, wenn dort Funktionen wie beispielsweise die Rechenoperationen oder Relationen wie beispielsweise die Kleiner- und Größerrelation definiert sind. Hat man das nicht, gibt es allenfalls Aussagen über die Gleichheit zweier verschieden geschriebener rationaler Zahlen, deren Richtigkeit oder Falschheit schon aufgrund der Definition der rationalen Zahlen festliegt. Mit anderen Worten: die Gleichheit ist zwar eine Relation auf der Menge {\displaystyle \mathbb {Q} } der rationalen Zahlen, aber keine, die nach der Definition von {\displaystyle \mathbb {Q} } dort noch hätte definiert werden können. Vielmehr ist sie durch die Definition von {\displaystyle \mathbb {Q} } mit entstanden.
Nehmen wir als Beispiel für eine Aussage über rationale Zahlen die Gleichung {\displaystyle (x+y)(x-y)=x^{2}-y^{2}}. Sie hat nur Sinn, wenn bekannt ist,
- von welcher Menge von Objekten (hier die Menge {\displaystyle \mathbb {Q} } der rationalen Zahlen) die Rede ist,
- wie die Rechenoperationen (hier die vier Grundrechenarten – die Potenzierung mit konstanten natürlichen Zahlen ist nur eine abkürzende Schreibweise für wiederholte Multiplikationen) auf dieser Grundmenge von Objekten definiert sind und
- für welche Elemente der Menge die vorkommenden freien Variablen (hier das {\displaystyle x} und das {\displaystyle y}) stehen.

Diese drei Dinge, nämlich die zugrundeliegende Menge von Objekten, die Definition der vorkommenden Funktionen und Relationen auf dieser Menge – nicht jedoch die der Relation Gleichheit – sowie die Belegung der freien Variablen mit Elementen der Menge bilden also den Zusammenhang, in dem die Aussage interpretiert wird, also in eindeutiger Weise wahr oder falsch ist. Man kann das in formaler Weise durchführen wie unter Interpretation dargestellt, aber auch ohne solchen Formalismus hat jede Aussage nur einen Sinn, wenn diese drei Bestandteile der Interpretation der Aussage festliegen.
Die Belegung der freien Variablen geht dabei in der Regel aus dem Kontext hervor. In diesem Beispiel ist – wie bei allen Formeln, die man in Formelsammlungen findet – meist gemeint, die Aussage sei allgemeingültig, d. h. sie gelte für alle {\displaystyle x} und {\displaystyle y} aus der Grundmenge. In einem anderen Zusammenhang hätte die Formel auch die Aufgabe darstellen können, zu gegebenem {\displaystyle y} alle {\displaystyle x} zu finden, so dass die Gleichung erfüllt ist (siehe Gleichung). Gleichungen und andere Aussagen, die freie Variable enthalten, über die im Verwendungszusammenhang nichts festgelegt ist, können allgemeingültig, erfüllbar oder unerfüllbar sein, je nachdem, ob sie für alle, manche oder keine Belegungen der freien Variablen mit Elementen der Grundmenge wahr sind. 
Die beiden anderen Bestandteile der Interpretation, also die Grundmenge und die darauf definierten Funktionen und Relationen, bilden zusammen die mathematische Struktur, in deren Kontext die Aussage allgemeingültig, erfüllbar oder unerfüllbar ist. In der Struktur, die aus {\displaystyle \mathbb {Q} } mit den Grundrechenarten besteht, ist die genannte Gleichung allgemeingültig, in Strukturen mit nichtkommutativer Multiplikation ist sie das nicht, z. B. in den 2×2-Matrizen von ganzen Zahlen mit der üblichen Matrizenmultiplikation.